# Aline Rotter-Focken
Aline Rotter-Focken, née Focken le 10 mai 1991 à Krefeld, est une lutteuse libre allemande, championne du monde en 2014 et championne olympique en 2021.

## Biographie
Aline Focken est issue d'une famille de Krefeld où l'on pratique la lutte depuis plusieurs générations. Elle commence ce sport dès 1996 comme membre du club KSV Germania Krefeld où elle est entraînée par son père Hans-Georg Focken , et dans l'équipe nationale, d'abord par Jörg Helmdach puis par Patrick Loes. Elle est bachelière et vit aujourd'hui à Krefeld-Hüls. Malgré sa taille de 1,72 m, elle combat dans la catégorie des moins de 63 kg, après avoir longtemps concouru dans la catégorie des moins de 59 kg.
Elle remporte ses premiers succès nationaux en 2004, au championnat d'Allemagne benjamines où elle se classe à la 3e place, puis aux championnats de 2005 et de 2006 à la 2e place. En 2007 elle devient championne d'Allemagne cadet dans la catégorie des moins de 60 kg, et défend victorieusement ce titre l'année suivante.
Elle obtient du premier coup le titre de championne d'Allemagne en 2009 dans la catégorie des moins de 59 kg, devant Christiane Knittel de l’ASV 85 Fribourg-en-Brisgau et Yvonne Englich-Hees, du SC Korb. En 2010, elle obtient la 3e place du championnat d'Allemagne dans la catégorie des moins de 63 kg derrière Stefanie Stüber, du VfK 07 Schifferstadt, et Maria Selmaier du TuS Iéna ; en 2011, elle remporte le titre de championne d'Allemagne dans la catégorie des moins de 63 kg KG, devant Yvonne Englich-Hees et Stefanie Stüber.
Aline Focken participe à sa première compétition internationale en 2006, et se classe à la 10e place des Championnats d'Europe Cadets d’Istamboul dans la catégorie des moins de 49 kg. L'année suivante elle remporte sa première médaille en se classant 3e aux Championnats d'Europe Cadets de Varsovie dans la catégorie des moins de 60 kg, derrière la Russe Julia Alborova et la Suédoise Evelina Gryvik. En 2008 elle améliore son classement en obtenant la seconde place aux Championnats d'Europe Cadets de Daugavpils dans la même catégorie, derrière la Suédoise Hanna Johansson mais devant Julia Alborova.
En 2009 elle concourt pour la première fois dans la catégorie Séniors au Championnat d'Europe de Vilnius, et obtient une 10e place dans la catégorie des moins de 59 kg : elle bat la Lithuanienne Indre Bubetyte mais échoue à la ronde suivante devant la Russe Julia Rekvava. Deux mois plus tard, aux Championnats d'Europe junior 2009 de Tiflis, elle remporte une nouvelle médaille en se classant 3e dans la catégorie des moins de 59 kg derrière la Russe Elena Koulikova et la Biélorusse Elena Karol. Au Championnat du Monde junior 2009 d'Ankara elle s'incline contre l'Ukrainienne Irina Husjak et la Bulgare Taybe Yusein, et doit se contenter de la 14e place.
Aline Focken remporte en 2010 le plus grand succès de sa carrière aux Championnats d'Europe junior de Samokov (Bulgarie), avec le titre de championne d'Europe dans la catégorie des moins de 63 kg , victorieuse en finale contre la détentrice du titre, la Russe Irina Souchko. Un mois plus tard, elle remporte la 3e place aux Championnats du Monde Juniors de Budapest, en disposant de la Brésilienne Dailane Gomes dos Reis.
En 2011, Aline Focken se qualifie pour le Championnat d'Europe de Dortmund après sa victoire en finale du championnat d'Allemagne contre Yvonne Englich-Hees ; mais dans la catégorie des moins de 63 kg elle s'incline dès la première ronde devant la Roumaine Mihaela Panait ; mais comme son adversaire déclare forfait par la suite, elle est qualifiée pour les huitièmes de finale n'obtenant cependant que la 14e place. Mais aux championnats du monde Juniors 2011 à Bucarest, elle obtient la médaille d'argent après trois victoires consécutives et une défaite aux points en finale contre la Bulgare Taybe Yusein, vice-championne du monde. Aux Championnats du monde de lutte 2011 à Ankara, Aline Focken concourait dans la catégorie des moins de 67 kg. Elle est éliminée à la première ronde par la Turque Burcu Orskaya par 1 round contre 2 et 2 points contre 3 ; mais comme son adversaire déclare forfait par la suite, Aline Focken se qualifie pour les huitièmes de finale et obtient la 13e place.
Elle remporte la médaille de bronze aux Championnats d'Europe 2013 à Tiflis en l’emportant sur la Suissesse Martina Künz, l'Italienne Dalma Caneva et la Bulgare Dchanan Filipova, battue seulement par l'Israélienne Ilana Kratysh. Elle obtient la 5e place aux championnats du monde de Budapest, battue par l'Ukrainienne Alina Stadnik-Machinia et la Japonaise Sara Dosho.
Lors des Championnats d'Europe de lutte 2014 à Vantaa, où elle concourt dans la catégorie des moins de 69 kg Aline Focken se classe 5e : à la première ronde elle vainc la championne du monde 2012 de la catégorie des moins de 72 kg, Jenny Fransson. À la ronde suivante elle doit s'incliner devant la championne olympique 2012 de la catégorie des moins de 72 kg, la Russe Natalia Vorobieva. Puis elle bat la Roumaine Adina Popescu  mais échoue pour la médaille de bronze contre l'aspirante au titre mondial des moins de 67 kg, l'Ukrainienne Alina Stadnik-Machinia.
Aline Focken obtient enfin la médaille d'or en septembre 2014, aux Championnats du monde de Tachkent, en éliminant dans la catégorie des moins de 69 kg la Kazakhe Elmira Sisdikova, la Mexicaine Diana Paulina Miranda Gonzalez, puis Laura Skoudjina et en finale Sara Dosho, qui avait elle-même battu Alina Stadnik-Machinia, Jenny Fransson et Natalia Vorobieva.
Aux Jeux européens de 2015 de Bakou, Aline Focken obtient la médaille de bronze après avoir battu la Turque Bourcou Ügdüler Orskaïa, la Suédoise Fanny Gradin et l'Autrichienne Martina Künz, à cause de sa défaite contre Alina Stadnik-Machinia. Aux championnats du monde de 2015 à Las Vegas, elle n'est pas parvenue à défendre son titre dans la classe des moins de 69 kg : après avoir vaincu la Mexicaine Diana Paulina Miranda-Gonzalez, la Colombienne Yanny Ailin Izquierdo, et l’Égyptienne Enass Mustapha, elle s'incline devant la Russe Natalia Vorobiova, elle s'assure cependant la médaille de bronze en battant Jenny Fransson, et remporte dans la foulée sa qualification pour les Jeux olympiques de 2016.
Elle remporte le championnat d'Allemagne 2016 dans la classe des moins de 69 kg devant Beate König du TSV Ehningen puis fait une préparation intensive pour les épreuves éliminatoires des Jeux Olympiques à Rio de Janeiro. Elle participe simultanément à plusieurs tournois internationaux. Au mois de mai 2016, elle remporte le grand prix d'Allemagne à Dormagen, surpassant en finale son éternelle concurrente, Jenny Fransson. Lors de la Canada-Cup de Guelph, elle vainc les Américaines Julia Salata et Tamira Mensah. Aux Jeux olympiques de 2016 à Rio de Janeiro, dans la classe des moins de 69 kg, elle élimine la vice-championne du monde en titre Zhou Feng (Chine), mais doit céder à la ronde suivante devant Jenny Fransson ; mais comme cette dernière n'atteindra pas la finale, elle ne se classe qu'à la 9e place.
Aux championnats d'Europe  2017 de Novi Sad, Aline Focken s'incline devant l'Ukrainienne Alla Tcherkassova sur une faute d'inattention et ne se classe qu'à la 13e Place. Mieux préparée et bénéficiant d'une meilleure concentration, elle se présente au mois d'août 2017 aux championnats du monde de Paris, et bat successivement la Lituanienne Danute Dominikaityte , Elmira Sysdykowa, la Mongole Nasanburmaa Ochirbat ; elle vainc à la dernière seconde Han Yue et se qualifie ainsi pour la finale. Elle y retrouve sa rivale de 2014, Sara Dosho, qui la bat aux points par le score de 3:0. Aline Focken n'est donc que vice-championne du monde 2017.
Aux Jeux olympiques d'été de 2020 à Tokyo, elle remporte la médaille d'or dans la catégorie des moins de 76 kg en battant en finale l'Américaine Adeline Gray.

## Palmarès

### Jeux olympiques
- Médaille d'or en catégorie des moins de 76 kg en 2021 à Tokyo

### Championnats du monde
- Médaille d'or en catégorie des moins de 69 kg en 2014 à Tachkent
- Médaille d'argent en catégorie des moins de 69 kg en 2017 à Paris
- Médaille de bronze en catégorie des moins de 69 kg en 2015 à Las Vegas
- Médaille de bronze en catégorie des moins de 76 kg en 2019 à Noursoultan

### Championnats d'Europe
- Médaille de bronze en catégorie des moins de 67 kg en 2013 à Tbilissi
- Médaille de bronze en catégorie des moins de 76 kg en 2019 à Bucarest
- Médaille de bronze en catégorie des moins de 76 kg en 2020 à Rome
- Médaille de bronze en catégorie des moins de 76 kg en 2021 à Varsovie

### Jeux européens
- Médaille de bronze en catégorie des moins de 69 kg en 2015 à Bakou